# Piotr Suwalski
Piotr Łukasz Suwalski (ur. 26 grudnia 1975) – polski kardiochirurg, transplantolog, profesor nauk medycznych, dyrektor Państwowego Instytutu Medycznego Ministerstwa Spraw Wewnętrznych i Administracji.

## Życiorys
W 2000 ukończył z wyróżnieniem studia na I Wydziale Lekarskim Warszawskiego Uniwersytetu Medycznego, 22 czerwca 2005 obronił pracę doktorską Ocena skuteczności chirurgicznego leczenia migotania przedsionków z zastosowaniem różnych technik operacyjnych, 22 marca 2012 otrzymał stopień naukowy doktora habilitowanego na podstawie pracy zatytułowanej Skuteczność ablacji chirurgicznej u chorych z napadowym migotaniem przedsionków w zależności od stosowanych technik i źródeł energii. 25 października 2019 nadano mu tytuł profesora w zakresie nauk medycznych i nauk o zdrowiu.
W latach 2019–2021 był prezydentem Międzynarodowego Towarzystwa Kardiochirurgii Małoinwazyjnej (International Society for Minimally Invasive Cardiothoracic Surgery - ISMICS). Należy do struktur EACTS (European Association of Cardio-Thoracic Surgery) oraz ESCVS (European Society of Cardiovascular Surgery). Jest również członkiem XXI Century Cardiac Surgery Society czyli organizacji skupiającej czołowych światowych innowatorów w dziedzinie kardiochirurgii.
8 marca 2024 został dyrektorem Państwowego Instytutu Medycznego Ministerstwa Spraw Wewnętrznych i Administracji.
Współtwórca pierwszego ośrodka przeszczepów płuc na Mazowszu, a także współtwórca Centrum Terapii Pozaustrojowych i Leczenia Hipotermii, które znajdują się w Państwowym Instytucie Medycznym MSWiA.

## Odznaczenia i nagrody
- Złoty Krzyż Zasługi (2020)[3].

Odznaczony Złotym Medalem Polskiej Akademii Sukcesu oraz nagrodą Teraz Polska – za kardiochirurgię małoinwazyjną.